# Championnats du monde d'Ironman 2014
Navigation
Édition précédente Édition suivante
Les championnats du monde d'Ironman 2014 se déroule le 11 octobre 2014 à Kailua-Kona dans l'État d'Hawaï. Ils sont organisés par la World Triathlon Corporation.

## Résultats du championnat du monde

### Hommes
| Pos.     | Temps           | Nom                 | Pays       | Détail temps | Détail temps | Détail temps    | Détail temps | Détail temps    |
| Pos.     | Temps           | Nom                 | Pays       | Natation     | T1           | Cyclisme        | T2           | Course à pied   |
| -------- | --------------- | ------------------- | ---------- | ------------ | ------------ | --------------- | ------------ | --------------- |
|          | 8 h 14 min 18 s | Sebastian Kienle    | Allemagne  | 54 min 38 s  | 2 min 01 s   | 4 h 20 min 46 s | 2 min 17 s   | 2 h 54 min 36 s |
|          | 8 h 19 min 23 s | Ben Hoffman         | États-Unis | 51 min 20 s  | 1 min 55 s   | 4 h 32 min 20 s | 2 min 23 s   | 2 h 51 min 25 s |
|          | 8 h 20 min 32 s | Jan Frodeno         | Allemagne  | 50 min 56 s  | 1 min 51 s   | 4 h 37 min 19 s | 2 min 40 s   | 2 h 47 min 46 s |
| 4        | 8 h 21 min 38 s | Andy Potts          | États-Unis | 50 min 56 s  | 1 min 50 s   | 4 h 36 min 56 s | 3 min 38 s   | 2 h 48 min 18 s |
| 5        | 8 h 22 min 19 s | Cyril Viennot       | France     | 54 min 32 s  | 1 min 57 s   | 4 h 31 min 18 s | 2 min 37 s   | 2 h 51 min 55 s |
| 6        | 8 h 22 min 29 s | Nils Frommhold      | Allemagne  | 51 min 14 s  | 1 min 55 s   | 4 h 34 min 11 s | 2 min 24 s   | 2 h 52 min 45 s |
| 7        | 8 h 23 min 26 s | Tim Berkel          | Australie  | 51 min 21 s  | 2 min 04 s   | 4 h 36 min 45 s | 2 min 23 s   | 2 h 50 min 53 s |
| 8        | 8 h 24 min 11 s | Frederik Van Lierde | Belgique   | 51 min 03 s  | 2 min 13 s   | 4 h 32 min 17 s | 2 min 17 s   | 2 h 56 min 21 s |
| 9        | 8 h 28 min 28 s | Bart Aernouts       | Belgique   | 55 min 43 s  | 2 min 14 s   | 4 h 37 min 47 s | 2 min 32 s   | 2 h 50 min 12 s |
| 10       | 8 h 30 min 15 s | Romain Guillaume    | France     | 51 min 08 s  | 1 min 55 s   | 4 h 34 min 23 s | 2 min 51 s   | 2 h 59 min 58 s |
| Source : |                 |                     |            |              |              |                 |              |                 |

### Femmes
| Pos.     | Temps           | Nom              | Pays             | Détail temps    | Détail temps | Détail temps    | Détail temps | Détail temps    |
| Pos.     | Temps           | Nom              | Pays             | Natation        | T1           | Cyclisme        | T2           | Course à pied   |
| -------- | --------------- | ---------------- | ---------------- | --------------- | ------------ | --------------- | ------------ | --------------- |
|          | 9 h 00 min 55 s | Mirinda Carfrae  | Australie        | 1 h 00 min 14 s | 2 min 02 s   | 5 h 05 min 48 s | 2 min 25 s   | 2 h 50 min 26 s |
|          | 9 h 02 min 57 s | Daniela Ryf      | Suisse           | 56 min 55 s     | 2 min 02 s   | 4 h 54 min 33 s | 2 min 27 s   | 3 h 07 min 00 s |
|          | 9 h 04 min 23 s | Rachel Joyce     | Grande-Bretagne  | 56 min 47 s     | 1 min 55 s   | 4 h 56 min 49 s | 2 min 25 s   | 3 h 08 min 45 s |
| 4        | 9 h 10 min 19 s | Jodie Swallow    | Grande-Bretagne  | 54 min 28 s     | 2 min 03 s   | 5 h 02 min 46 s | 2 min 17 s   | 3 h 08 min 45 s |
| 5        | 9 h 12 min 43 s | Caroline Steffen | Suisse           | 56 min 53 s     | 2 min 08 s   | 5 h 02 min 03 s | 2 min 56 s   | 3 h 08 min 43 s |
| 6        | 9 h 16 min 58 s | Julia Gajer      | Allemagne        | 1 h 00 min 17 s | 2 min 35 s   | 5 h 06 min 13 s | 3 min 14 s   | 3 h 04 min 39 s |
| 7        | 9 h 18 min 11 s | Elizabeth Lyles  | États-Unis       | 1 h 00 min 19 s | 2 min 03 s   | 5 h 10 min 15 s | 2 min 10 s   | 3 h 03 min 24 s |
| 8        | 9 h 19 min 21 s | Gina Crawford    | Nouvelle-Zélande | 55 min 04 s     | 2 min 18 s   | 5 h 17 min 30 s | 2 min 40 s   | 3 h 01 min 49 s |
| 9        | 9 h 20 min 46 s | Mary Beth Ellis  | États-Unis       | 54 min 56 s     | 1 min 58 s   | 5 h 00 min 04 s | 2 min 24 s   | 3 h 21 min 24 s |
| 10       | 9 h 23 min 34 s | Liz Blatchford   | Australie        | 54 min 59 s     | 2 min 01 s   | 5 h 13 min 30 s | 2 min 48 s   | 3 h 10 min 16 s |
| Source : |                 |                  |                  |                 |              |                 |              |                 |